# 福建钝头蛇
福建钝头蛇（学名：Pareas stanleyi）为游蛇科钝头蛇属的爬行动物，俗名棕脊钝头蛇、崇安钝头蛇。在中国大陆，分布于浙江、福建、江西、贵州等地，主要生活于山区700-1100米地区。其生存的海拔范围为700至1100米。该物种的模式产地在福建崇安（今为武夷山市）。

## 保护
本种于2023年被收录入《有重要生态、科学、社会价值的陆生野生动物名录》。